# 1,1-dichloor-2-fluorethaan
1,1-dichloor-2-fluorethaan is een organische verbinding met als brutoformule C2H3Cl2F. De stof komt voor als een kleurloze vloeistof.
1,1-dichloor-2-fluorethaan wordt hoofdzakelijk ingezet als koudemiddel.

## Toxicologie en veiligheid
De verbinding is erg irriterend voor de huid en de ogen. Er kunnen schadelijke effecten optreden bij inhalatie of inslikken van de vloeistof of de dampen.